# Ана (супруга Артавазда)
Ана (умрла после 743.) је била византијска царица, супруга узурпатора Артавазда (741-743).

## Биографија
Ана је била ћерка византијског цара Лава III и његове супруге Марије. Била је сестра византијског цара Константина V Копронима (741-775). Имала је две сестре, Ирену и Косму. Њихова имена као и место сахране забележени су у делу De Ceremoniis византијског цара Константина VII (913-959). О њима се не зна ништа више од тога. Након погибије Јустинијана II (711), на византијском престолу смењивало се више царева: Филипик (711-713), Анастасије II (713-715), Теодосије (715-717). Сва тројица су на власт дошли државним ударом. Анастасије је око 713. године на чело Арменијаке поставио Артавазда. Лав III Исавријанац, отац Ане, био је, према Теофану Исповеднику, стратег Анатолике, једне од најстаријих малоазијских тема. Лав и Артавазд склопили су савез против Теодосија који је збачен са власти 717. године. Савез је учвршћен браком између Артавазда и Ане, Лавове ћерке. Брак је склопљен по Лавовом крунисању за цара у цркви Свете Софије 25. марта 717. године. Артавазд, као владарев сродник, добија титулу куропалата и стратега Опсикије, задржавајући и команду над Анатоликом.
Лав III Исавријанац, чија је владавина позната по борби са иконодулима, умро је 18. јуна 741. године. Наследио га је једини син Константин V (741-775). Артавазд, подржан од иконодула, спремао је устанак. Јуна 741/2. године Константин је прешао у Малу Азију како би се борио против Омајада под Хишамом ибн Абд ел-Маликом. Трупе његовог зета Артавазда напале су византијског цара и приморале га на повлачење у Аморион. Артавазд је ушао у Цариград и прогласио се за цара. Крунисао га је патријарх Анастасије Цариградски. Ана је проглашена за августу, а њихов син Нићифор за очевог савладара. Млађи син, Никита, наследио је оца на челу Арменијаке. Папа Захарије такође је признао Артавазда за цара.
Грађански рат трајао је две године. Завршен је поразом и свргавањем Артавазда. Прва већа битка вођена је у Лидији, код Сарда маја 743. године. Никита, Артаваздов син, поражен је августа исте године. Константин је ушао у град новембра исте године. Артавазд и његови синови су заробљени, ослепљени и присиљени да се замонаше у манастиру Хора. Теофан Исповедник пише да су Артавазд и синови подвргнути јавном понижењу на хиподрому. Ана је поред Нићифора и Никите имала још седморо деце чија имена нису позната. Година Анине смрти није позната. Након 740. године она се не помиње у историјским изворима.

## Породица
Ана је са Артаваздом имала двојицу синова:
- Нићифора, који је био савладар свога оца (742-743)
- Никиту, стратега Арменијаке (742-743)

Нићифор и Никита заробљени су и ослепљени заједно са оцем новембра 743. године.
Поред Нићифора и Никите, Ана је имала још деветоро деце чија имена нису позната.